# Analytische chemie
De analytische scheikunde of analytische chemie is het onderdeel van de scheikunde dat zich bezighoudt met de analyse van chemische verbindingen en mengsels. Daarbij wordt zowel ingegaan op de bepaling van de aanwezige stoffen, als de concentratie ervan. Dit wordt respectievelijk kwalitatieve analyse en kwantitatieve analyse genoemd.
De analytische scheikunde is geïnteresseerd in:
- De samenstelling van mengsels: welke stoffen zitten erin.
- De molecuul-structuur van zuivere verbindingen: welke atomen zitten met wat voor een soort bindingen aan elkaar.
- De elementenanalyse van zuivere verbindingen en mengsels: welke elementen zitten erin.

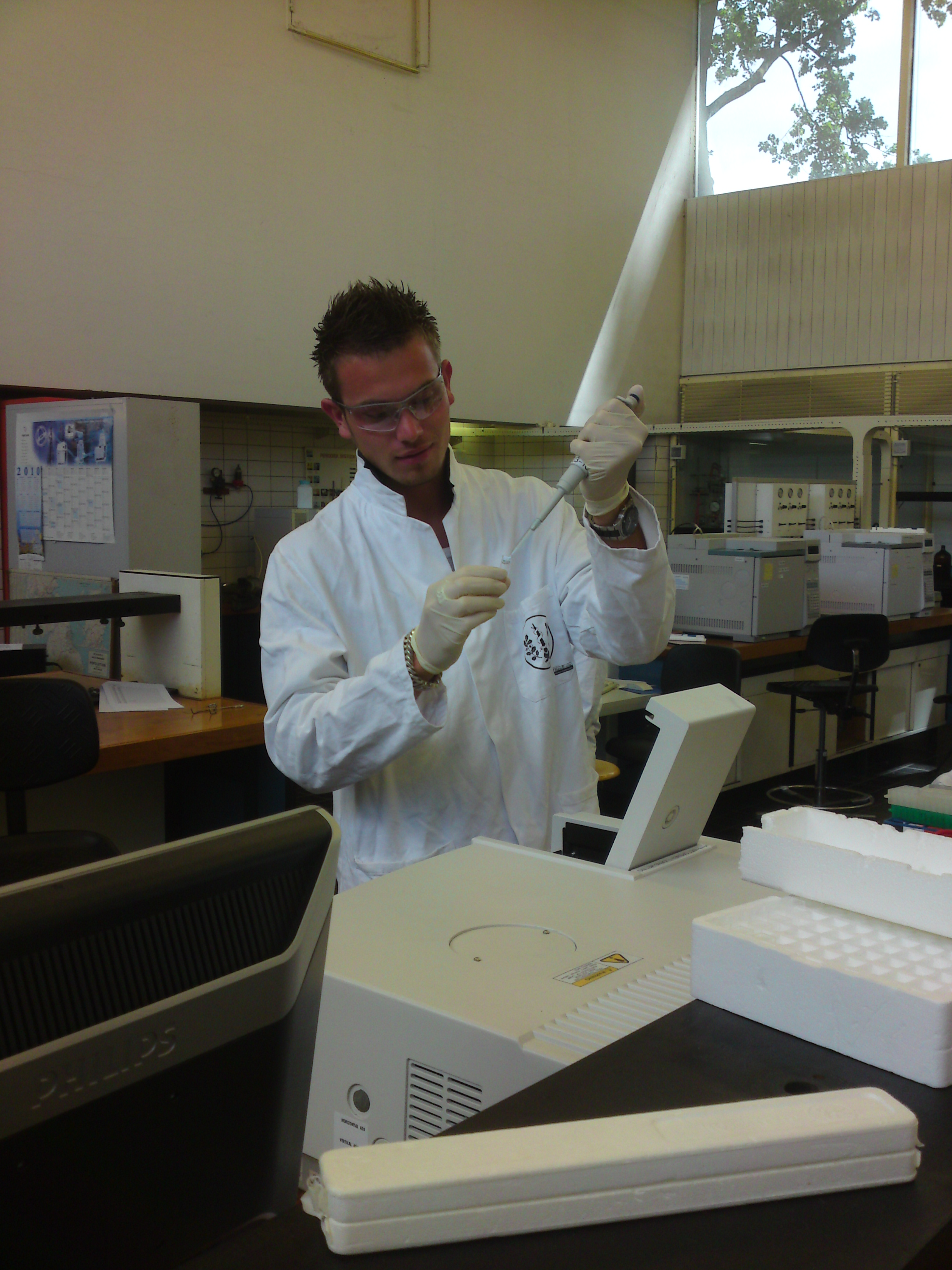
Student Bio-Farmaceutische Wetenschappen voert chemische analyse uit met behulp van fluorimeter

## Sporenanalyse
Sporenanalyse in de chemische analyse heeft betrekking op het nauwkeurig bepalen van kleine hoeveelheden materiaal in een grote hoeveelheid andere stoffen.
Bij sporenanalyse worden hoge eisen gesteld aan
- Methode van monstername
- Methode van voorbewerken van het monster
- Scheidingsmethoden
- Detectiemethoden

In de sporenanalyse worden de concentraties vaak bepaald in mg/kg of parts per million (ppm), mg/ton of parts per billion (ppb). Soms wordt zelfs gemeten in het gebied van mg/1000 ton of parts per trillion (ppt).

## Deelgebieden van de analytische scheikunde

### Chemometrie (vooral kwantitatief gericht)
Bij chemometrie worden statistische methoden en technieken gebruikt bij de verwerking van meetgegevens van chemische systemen. Hierbij worden methodes gebruikt uit data-analytische disciplines, zoals multivariabele statistieken, toegepaste wiskunde en computerwetenschappen. Met behulp van chemometrie kunnen multivariabele meetgegevens verwerkt worden waardoor de gegevens geoptimaliseerd, gekalibreerd en geïnterpreteerd kunnen worden. Hierdoor kunnen nauwkeurige en correcte conclusies getrokken worden uit chemische meetgegevens.
De multivariabele statistiek bekijkt de gezamenlijke verandering van gemeten waarden in één geheel. Technieken die hiervoor gebruikt worden zijn multivariabele ijking, classificatie, patroonherkenning en clustering.

### Titratie (vooral kwantitatief gericht)
Titratie is een kwantitatieve analysemethode, waarbij de concentratie van een onbekende stof bepaald kan worden. Hiervoor wordt geleidelijk, meestal druppelsgewijs, een andere oplossing, de titrant, toegevoegd aan de stof, totdat het omslagpunt bereikt is. Dat is het punt waar alle stof met onbekende concentratie gereageerd. Doordat de concentratie reagens in de titrant bekend is, kan de concentratie van de stof bepaald worden. De titrant kan aan het monster worden toegevoegd met een glazen buret of met een automatische buret.

### Chromatografie (zowel kwantitatief als kwalitatief gericht)
Chromatografie is de primaire methode om kwantitatieve en kwalitatieve metingen in gassen en vloeistoffen uit te voeren. De scheiding berust op een stilstaande stationaire fase waar een mobiele fase langs stroomt. Door het verschil in affiniteit tot binding met de stationaire dan wel mobiele fase, worden de componenten gescheiden.

##### Gaschromatografie
Bij gaschromatografie is de mobiele fase een gas en wordt het monster aan dit draaggas toegevoegd. Mocht het monster vast of vloeibaar zijn, wordt het binnen korte tijd verdampt, zodat het ook gasvormig is. Door de grote sensitiviteit kan voor sommige componenten een kwantitatieve analyse in picogram gedaan worden. Een gaschromatograaf bestaat uit een injectiepoort, waar het monster wordt ingebracht, een kolom, die de stationaire fase bevat, en een detector, waar de daadwerkelijke meting plaatsvindt. De gaschromatograaf kan eventueel uitgebreid worden met een autosampler, die nauwkeurige en reproduceerbare injecties bewerkstelligt. Het draaggas stroomt door de kolom over de stationaire fase. Het analyt komt hierdoor in aanraking met de stationaire fase.

##### Vloeistofchromatografie
Bij vloeistofchromatografie is de mobiele fase een vloeistof. De stationaire fase kan per techniek verschillen. Veelgebruikte technieken zijn:
- Dunnelaagchromatografie, waarbij de stationaire fase bestaat uit een dunne laag absorberend materiaal
- Partitiechromatografie, waarbij de stationaire fase bestaat uit een vloeistof dat niet oplost in de mobiele fase
- Adsorptiechromatografie, waarbij de stationaire fase bestaat uit een vaste stof
- Ion exchangechromatografie, waarbij de stationaire fase bestaat uit ionenwisselaarhars
- Affiniteitschromatografie, waarbij de stationaire fase in een kolom zodanig wordt gekozen, dat slechts een component van een matrix bindt
- Lagedrukvloeistofchromatografie, waarbij de stationaire fase een kolom is
- Hogedrukvloeistofchromatografie, waarbij de stationaire fase een kolom is

##### Gelchromatografie
Bij gelchromatografie is de stationaire fase een gel met verschillende poriegrootten. De mobiele fase, een vloeistof, wordt door de gel geleid. De vertraging wordt veroorzaakt doordat kleine moleculen een langere weg afleggen. Deze passeren immers de poriën die grote moleculen niet kunnen passeren. De kleine moleculen hebben een grotere retentie.

### Atoomspectroscopie (vooral kwantitatief gericht)
Bij atoomspectroscopie wordt een elementenanalyse van een monster gemaakt met behulp van elektromagnetische straling van verschillende golflengten. Hiermee kan de verhouding van de elementen in een monster bepaald worden

##### Atoom absorptie spectrometrie
Door absorptie van licht met een bepaalde energie, kunnen valentie-elektronen op een hoger energieniveau gebracht worden. Hiervoor is het nodig dat het monster eerst geatomiseerd wordt, waardoor vrije atomen ontstaan. Wanneer de atomen vervolgens bestraald worden met licht met verschillende golflengtes, zal een deel van het licht geabsorbeerd worden. Door van het doorgelaten licht de intensiteit bij verschillende golflengtes te meten, kan bepaald worden hoeveel energie er door de atomen is geabsorbeerd. Hiermee is de concentratie van de atomen in het monster te berekenen.

##### Atomaire-emissiespectrometrie
Bij atoom emissie spectrometrie worden de valentie-elektronen van de atomen op een hoger energieniveau gebracht. Hiervoor wordt een plasma, vlamboog, vonk of laser gebruikt.
Een plasma is een wolk van gasvormige ionen en hun elektronen met een hoge energie. Het bevat atomen in evenwicht tussen hun neutrale vorm en hun geïoniseerde vorm met de bijbehorende elektronen. Plasma's kunnen temperaturen tot 8000 K bereiken.
Wanneer het sample een vaste stof is die elektriciteit kan geleiden, kan het als kathode voor glansontlading gebruikt worden, waardoor het in geëxciteerde toestand zal komen.
Nadat de atomen in geëxciteerde toestand zijn gekomen, zullen ze weer terugvallen naar hun grondtoestand. Hierbij komt energie vrij in de vorm van fotonen. De hoeveelheid uitgezonden energie is afhankelijk van de verschillen in de energieniveaus van het de atomen. De golflengte van het uitgezonden licht is afhankelijk van de hoeveelheid uitgezonden energie. Met de constante van Planck is daardoor te berekenen hoeveel energie is uitgezonden.
De intensiteit van het uitgezonden licht is, binnen een bepaald concentratiegebied, recht evenredig met de concentratie atomen.
De intensiteit van het licht wordt gemeten met behulp van een fotomultiplicator.

##### Inductief gekoppeld plasma
ICP (inductively coupled plasma) is een hoge temperatuur (7000-8000 K) excitatie bron die atomen verdampt, exciteert, ioniseert en ontdoet van gebonden water. Door ICP zenden elementen licht uit met karakteristieke golflengtes, die gemeten kunnen worden.
Het plasma wordt gevormd door een ontlading (bijvoorbeeld door een vonk), die zorgt voor de ionisatie van een deel van het argongas in de buitenste buis. Een radiofrequentie generator produceert een stroom in een spoel rond de buizen, waardoor een magnetisch veld ontstaat. Hierdoor ontstaat een stroom van ionen en elektronen van het argongas. Door botsingen van deze ionen elektronen met andere atomen in het argongas, worden die atomen ook geïoniseerd. Hierdoor ontstaat een plasma met een hoge temperatuur.
Het monster(opgelost in een waterig oplosmiddel) wordt, bijvoorbeeld door een verstuiver, geïntroduceerd als aerosol, waarna het wordt meegevoerd met het steungas(argon). Door het plasma zullen de atomen uit het monster geëxciteerd worden. Wanneer de atomen weer terugvallen naar hun grondtoestand, zenden ze licht uit. Dit licht wordt omgezet in een elektrisch signaal.

##### ICP-MS-(Inductief gekoppeld plasma-massaspectrometrie)
Bij ICP-MS worden ionen uit het plasma, die zijn ontstaan in de ICP, gericht op de inslaglens van een massaspectrometer. In de meeste gevallen is de massaspectrometer een quadropool. Deze bestaat uit vier geleidende staven, waarvan de tegenoverstaande buizen elektrisch met elkaar verbonden zijn. Op deze buizen wordt afwisselend wisselspanning en gelijkspanning gecreëerd. Dit zorgt, in combinatie met een radiofrequent veld, voor het selectief doorlaten van ionen met een bepaalde massa-lading verhouding. Door een electronmultiplier kan één ion versterkt worden tot een meetbaar signaal, waarna de signalen gesorteerd kunnen worden op hun massa met behulp van elektronica.

##### Röntgenfluorescentiespectrometrie
Bij röntgenfluorescentiespectrometrie wordt het monster bestraald met harde röntgenstraling. De monsters kunnen zowel vast als vloeibaar zijn. Het monster zendt dan bij langere golflengten röntgenstraling uit die karakteristiek zijn voor de elementen die in het monster zitten. Het monster wordt normaal gesproken niet aangetast door de analyse. De golflengte van röntgenstraling zit tussen de 0,01 en 4,5 nanometer. De röntgenstraling in een röntgenfluorescentiespectrometer wordt opgewekt met behulp van een röntgenbuis. De straling die uit de röntgenbuis komt wordt zo dicht mogelijk bij het monster gehouden om een zo groot mogelijke hoeveelheid fluorescentie te creëren. Het onderscheiden van het fluorescente signaal en de directe straling van de röntgenbuis is erg lastig bij een fluorescentiespectrometer.

### Molecuulspectroscopie (vooral kwalitatief gericht)
Bij molecuulspectroscopie wordt een elementanalyse van een monster gemaakt met behulp van elektromagnetische straling van verschillende golflengten. Hiermee kan de vorm van moleculen bepaald worden.

##### Fluorescentiespectroscopie
Fluorescentisspectroscopie is een methode waarbij, op basis van excitatie- en emissiespectra van fluorescente stoffen, monsters geanalyseerd kunnen worden. Met behulp van deze methode kunnen stoffen geïdentificeerd worden. De fluorimeter, die doorgaans wordt gebruikt voor deze analyse, zendt monochromatisch UV-licht in een cuvet met het te meten monster. De fluorescente stoffen in dit monster worden geëxciteerd en vervolgens wordt fluorescentie in alle richtingen verspreid. Loodrecht op de baan van het UV-licht wordt deze fluorescentie, na het passeren van een monochromator, gedetecteerd door een fotomultiplier of een fotodiode.

##### Microgolfspectroscopie
Het te onderzoeken monster bij microgolfspectrometrie wordt in gasfase door middel van microgolven onderzocht, waarbij de absorptie wordt gemeten. Het absorptiespectrum is karakteristiek voor de rotatie-vrijheden in het molecuul. Deze techniek wordt voornamelijk gebruikt om eigenschappen van bekende zuivere stoffen te bepalen.
Bij de techniek wordt gekeken naar het absorptiespectrum van het monster in het gebied van de microgolven, ongeveer tussen 6 en 40 gigahertz.
De energie van deze microgolven correspondeert met overgangen tussen de rotatie-energieën van moleculen, die daardoor kunnen worden geïdentificeerd. Bij verdere analyse van het spectrum kunnen onder andere de traagheidsmomenten worden bepaald. Deze gegevens kunnen informatie leveren over de moleculestructuur.

##### Infraroodspectroscopie
Infrarood (IR) spectrometrie wordt vooral gebruikt voor kwalitatieve doeleinden en in mindere mate voor de kwantitatieve bepalingen. Hierbij wordt gekeken hoe de stof absorbeert bij infrarood licht. Infraroodspectroscopie is een vorm van molecuulspectroscopie, een techniek waarmee de structuur van een molecuul kan worden bepaald, en niet alleen de samenstelling van de elementen.
Infraroodspectroscopie is gebaseerd op de trillingsfrequenties van de chemische bindingen in de moleculen van het onderzochte monster. Elk type chemische binding wordt gekarakteriseerd door zijn sterkte en door de massa van de twee atomen aan weerszijden. Samen bepalen deze twee massa's en de stijfheid van de binding een resonantiefrequentie voor buiging en een andere resonantiefrequentie voor strekking van die binding. Voor de bindingen in organische verbindingen geldt dat deze frequenties overeenkomen met die van infrarood licht. De golflengte van infrarood zit tussen de 780 nanometer en 1.0 millimeter.

##### Ramanspectroscopie
Wanneer licht wordt gepenetreerd door een stof, blijft de energie van de meeste fotonen onveranderd, maar ongeveer 1 op de miljoen fotonen verliest of krijgt energie corresponderend met de vibratiefrequenties van de moleculen. Herkenbaar zijn de aanwezige extra pieken op het spectrum. Dit staat bekend onder de naam 'Raman scattering' en de pieken met de hogere en/of lagere energie worden Stokes- en anti-Stokes-pieken genoemd.
Het wordt vooral gebruikt in combinatie met andere spectro-technieken waarmee de ‘gewone’ scattering wordt verwijderd en alleen de heel specifieke Raman-scatterplot overblijft.

##### Ultravioletspectroscopie (vooral kwantitatief gericht)
UV-spectroscopie is een chemische analysetechniek waarbij de concentratie van een bepaalde stof in een te analyseren monster bepaald wordt door de absorptie van ultraviolet licht (UV-licht) te meten. Bij gebruik van ultraviolet licht spreekt men van UV-spectroscopie. De golflengte van ultraviolet licht is 1-400 nanometer.

##### Kernspinresonantie-spectroscopie (NMR: Nuclear Magnetic Resonance)
Alle kernen hebben een karakteristieke spin. Als het spin kwantum getal niet gelijk is aan nul, dan is het magnetisch moment ook niet gelijk aan nul. De kern kan verschillende spins hebben, die van gelijk energie niveau zijn, waardoor een evenwicht ontstaat tussen die twee spins. Wanneer de kern in een magnetisch veld geplaatst wordt, ontstaat er een interactie tussen het magnetisch moment van de kern, en het magnetisch moment van het veld, waardoor er een energieverschil ontstaat tussen de verschillende spins.
Elektromagnetische straling in de goede frequentie kan resonantie absorptie van kernen veroorzaken, wanneer de fotonen gelijk zijn aan het energie verschil tussen de nucleaire spin niveaus.
Elektronen rond de kern kunnen zorgen voor shielding, wat zorgt voor vermindering van het magnetische veld bij de kern. De hoeveelheid shielding is afhankelijk van chemische structuren van moleculen, omdat de elektronendichtheid in de moleculaire orbitals varieert. Door vermindering van het magnetische veld bij de kern wordt het energieverschil tussen de verschillende spin niveaus verkleind, waardoor de frequentie die nodig is om resonantie te veroorzaken ook verminderd wordt. Door dit verschil in NRM frequentie (de chemical shift) kunnen chemische structuren van moleculen bepaald worden.

##### Massaspectrometrie
Massaspectrometrie is een analysemethode om een molecuul te kunnen identificeren aan de hand van de molecuulmassa en een aantal massa's van fragmenten van het molecuul die kunnen worden gevormd.
In een massaspectrometer worden individuele moleculen van het monster in de gasfase geïoniseerd. Daarna worden de gevormde ionen versneld in een zeer precies geregeld elektrisch veld. De ionen worden vervolgens gescheiden op basis van hun massa/ladingsverhouding (m/z) waarna de detectie volgt. In een massaspectrum wordt de intensiteit van iedere m/z weergegeven.

### Structuurchemie (vooral kwalitatief gericht)
Structuurchemie houdt zich bezig met de structuur van materialen en is dus kwalitatief gericht.

##### Kristallografie
Kristallografie is een onderdeel van de geochemie en houdt zich bezig met kristallen, kristalgroei, macroscopische kristalvorm en andere macroscopische eigenschappen van roosterstructuren.
Vaak wordt echter het vakgebied dat zich bezighoudt met de kristalstructuur bedoeld. De diffractie van straling op het oppervlak van het kristal wordt gemeten en door de hoeken tussen de oppervlakken te bepalen, kan gezegd worden welk kristal het is. Dit is vooral relevant wanneer een onbekend molecuul kan worden gekristalliseerd, en via de kristalstructuur de exacte posities van de atomen van het molecuul (en dus hoe het molecuul eruitziet) kan worden bepaald.

##### Moleculaire mechanica
Moleculaire mechanica beschrijft, op basis van een computersimulatie, een molecuul in geïsoleerde vorm. Op basis van eerdere empirische waarnemingen kunnen vergelijkingen over het gedrag van atomen onderling worden opgesteld. Hiermee kunnen voorspellingen worden gedaan over de eigenschappen van onbekende moleculen.

##### Moleculaire dynamica
Bij moleculaire dynamica wordt op basis van een computersimulatie het gedrag van een molecuul beschreven. Ook is het met deze methode mogelijk om het gedrag in verschillende aggregatietoestanden of oplosmiddelen te bepalen. Omdat de tijdstappen zeer klein zijn, is de methode voornamelijk geschikt voor kleine moleculen.